# Баркалов, Анатолий Васильевич
Анато́лий Васи́льевич Барка́лов (род. 1954) — российский энтомолог, доктор биологических наук (с 2002).

## Биография
Окончил Воронежский университет. С 1976 года работает в Институте систематики и экологии животных СО РАН. В 1984 защитил кандидатскую. В 2002 году защитил докторскую диссертацию по теме «Мухи-журчалки рода Cheilosia Meigen, 1822 (Diptera, Syrphidae) Старого света». Участник многочисленных энтомологических совещаний и конгрессов. Участник нескольких десятков экспедиций по России и зарубежным странам. Специалист по систематике двукрылых. С 2012 года член совета Русского энтомологического общества. Сопредседатель организационного комитета XV Съезда РЭО в 2017 году.

## Публикации
Автор более 80 научных работ, в том числе
- Баркалов А. В. Подродовая классификация рода Cheilosia Meigen, 1822 (Diptera, Syrphidae) // Энтомологическое обозрение : журнал. — 2002. — Т. 81, № 1. — С. 218—234. — ISSN 0367-1445.
- Негробов О. П., Баркалов А. В. Новые данные по фауне и систематике видов семейства Dolichopodidae (Diptera) гор Алтая с описанием нового вида // Алтайский зоологический журнал : журнал. — 2009. — № 3. — С. 3—12. — ISSN 1999-6454.
- Негробов О. П., Баркалов А. В. Новые виды рода Dolichopus (Diptera, Dolichopodidae) c гор Алтая и Тувы // Зоологический журнал : журнал. — 2010. — Т. 89, № 11. — С. 1361—1365. — ISSN 0044-5134.
- Баркалов А. В., Сорокина В. С. Мухи-журчалки (Diptera, Syrphidae) лесостепи Западной Сибири // Евразиатский энтомологический журнал : журнал. — 2006. — Т. 5, № 3. — С. 209—214. — ISSN 1684-4866.
- Barkalov A.V., Nielsen T.R. A new Platycheirus species of the manicatus Meigen subgroup from the arctic Russia (Diptera: Syrphidae) (англ.) // Entomologica Fennica : journal. — 2012. — Vol. 23, no. 2. — P. 165—168.. — ISSN 0785-8760.
- Barkalov A.V., Nielsen T.R. New material of central palaearctic Platycheirus (Diptera, Syrphidae) with description of three new species (англ.) // Norvegian journal of entomology : journal. — 2009. — Vol. 56, no. 1. — P. 1—8. — ISSN 1501-8415.
- Barkalov A.V., Mutin V. A. Two new species of Syrphidae (Diptera) from Chukotka (Northern Russian Far East) (англ.) // Zootaxa : journal. — 2014. — Vol. 3846, no. 2. — P. 285—292.. — ISSN 1175-5326.
- Negrobov O. P., Barkalov A. V., Selivanova O. V. New species of the genus Dolichopus (Diptera: Dolichopodidae) from Northern Siberia (англ.) // Zoosystematica Rossica : journal. — 2012. — Vol. 21, no. 1. — P. 175—179.. — ISSN 0320-9180.